# Centre national de recherche sur les primates Yerkes
Le Centre national de recherche sur les primates Yerkes, à Atlanta, en Géorgie, est l'un des sept centres nationaux  américains de recherche sur les primates financés par les National Institutes of Health. Il est connu pour ses études biomédicales et comportementales avec des primates non humains. Son emplacement principal de 25 acres (10 ha) contient la plupart des laboratoires de recherche biomédicale du centre. Le centre comprend également la station Yerkes Field de 117 acres (47 ha) près de Lawrenceville, en Géorgie.

## Historique
Le centre a été créé en 1930 à Orange Park, en Floride, associé à l'université Yale par Robert Yerkes, un primatologue qui s'est spécialisé dans la psychologie comparative. En 1965, le centre est relocalisé à son emplacement actuel au 954 Gatewood Rd NE, Atlanta, en Géorgie, sur le campus de l'université Emory. 

## Caractéristiques
La station Yerkes Field abrite 3 400 animaux, se spécialisant dans les études comportementales des groupes sociaux des primates et se trouve à 30 milles (50 km) au nord-est d'Atlanta, sur les terres boisées de 117 acres (473 000 m2), au 2409, Collins Hill Road, Lawrenceville, en Géorgie. Le "Living Links Centre" fait également partie du Centre national de recherches sur les primates Yerkes. Il est géré par le primatologue Frans de Waal. Situé sur le campus d'Emory, certains de ses travaux de recherche s'effectuent à la station Yerkes Field.

## Recherches
La recherche médicale multidisciplinaire au centre de recherche Yerkes vise principalement le développement de vaccins et de traitements médicaux. Les programmes de recherche comprennent le développement cognitif et son déclin de même que les processus liés au vieillissement, les défauts visuels au stade infantile, les effets comportementaux de la thérapie de remplacement hormonale. Les chercheurs cherchent aussi à obtenir de nouveaux médicaments anti-rejet dans le domaine des transplantation d'organes.  On y étudie également  l'évolution du comportement humain à travers l'étude des comportements sociaux des primates.

## Controverses
Le centre a longtemps été la cible de protestation pour sa pratique de la vivisection et son traitement des animaux. Cela a été particulièrement vrai après la sortie du film Primate de Frederick Wiseman en 1974, qui a été tourné à Yerkes et qui documentait le traitement réservé aux animaux.
La proposition de Yerkes de faire des recherches sur le sida sur les mangabey couronnés  a provoqué l'opposition de nombreux primatologues, y compris Jane Goodall. En 2007, le centre de recherche a été condamné à une amende pour les conditions insalubres et les mauvais traitements ayant mené à la mort d'un singe macaque.
L'assistante de recherche Elizabeth Griffin, est devenue la première victime liée au travail qu'elle effectuait au Centre national de recherche sur les primates Yerkes (10 décembre 1997) en raison d'une contamination du virus de l'herpès B.